# Kaspier (Hindukusch)
Als Kaspier (altgriechisch Κάσπιοι Kaspioi) wird in der altgriechischen Literatur ein indisches Bergvolk an den Hängen des Hindukusch bezeichnet.
Der Geschichtsschreiber Herodot nennt sie in seiner Aufzählung der Steuerbezirke des Achämenidenreichs zusammen mit den Saken. Bei seiner Beschreibung der Streitmacht des achämenidischen Königs Xerxes I. führt er sie zunächst im Anschluss an die Gandarier und Dadiker auf, wenig später im Zusammenhang mit den Baktrern. In der Forschung werden die Kaspier Herodots teilweise mit den Kafir am Ufer des Flusses Kunar identifiziert. Die Informationen Herodots, die Kaspier hätten Felle getragen und mit Rohrbogen und Säbel gekämpft, entsprechen neuzeitlichen ethnographischen Beobachtungen bei den Kafir. Aufgrund des übereinstimmenden Siedlungsgebietes wird zudem vermutet, dass die Kaspier Herodots mit den Guraioi identisch sind, die der antike Historiker Arrian in seinem Werk über Alexander den Großen erwähnt. Es wurde allerdings auch vermutet, dass der überlieferte Text Herodots mit der griechischen Schreibweise „Kaspioi“ einen Abschreibefehler enthält; als ursprüngliche Schreibweisen wurden etwa „Kapisoi“ und „Kaspeiroi“ vorgeschlagen (emendiert).
Der antike Geograph Claudius Ptolemäus führt in seinem Tetrabiblos die Landschaft Kaspeiria (Κασπειρία) zwischen den Landschaften Baktriane (Baktrien) und Serike (Xinjiang) auf; damit könnte das Siedlungsgebiet der indischen Kaspier gemeint sein.
In der Forschung wurden teilweise verschiedene weitere antike Berichte über Kaspioi auf die Kaspier am Hindukusch bezogen. Es ist jedoch wahrscheinlicher, dass sich diese Erwähnungen auf die namensgleichen Kaspier am Südwestufer des Kaspischen Meeres beziehen.